# Menudeiro
Menudeiro o Menudero[cita requerida] (Menudeiru en asturiano y oficialmente) es una aldea de la parroquia de La Montaña, en el concejo asturiano de Valdés (España).
Situada a unos 220 metros sobre el nivel del mar, a orillas del río Pequeno, tiene una extensión de 3 km² y se encuentra a unos 10 kilómetros de Luarca, la capital del concejo. Se comunica con ella mediante la carretera autonómica AS-36. Es una aldea dedicada íntegramente al sector primario con una población de 30 habitantes (2004).